# Magic Mike XXL
Magic Mike XXL är en  amerikansk dramakomedifilm som hade världspremiär 1 juli 2015 och sverigepremiär 8 juli samma år. Filmen är regisserad av Gregory Jacobs med bland annat Channing Tatum, Matt Bomer och Joe Manganiello i rollerna.
Filmen är en uppföljaren till Magic Mike från 2012, och föregångare till Magic Mike's Last Dance från 2023.
.

## Handling
Stripporna åker på en road trip från Tampa till Myrtle Beach för ett strippkonvent.

## Rollista
| Channing Tatum        | – Magic Mike      |
| Matt Bomer            | – Ken             |
| Joe Manganiello       | – Big Dick Richie |
| Kevin Nash            | – Tarzan          |
| Adam Rodriguez        | – Tito            |
| Gabriel Iglesias      | – Tobias          |
| Andie MacDowell       | – Nancy           |
| Amber Heard           | – Zoe             |
| Jada Pinkett Smith    | – Rome            |
| Elizabeth Banks       | – Paris           |
| Stephen "tWitch" Boss | – Malik           |
| Donald Glover         | – Andre           |